# Saint-Étienne-du-Bois (Ain)
Saint-Étienne-du-Bois è un comune francese di 2 481 abitanti situato nel dipartimento dell'Ain della regione dell'Alvernia-Rodano-Alpi.

## Società

### Evoluzione demografica
Abitanti censiti